# Trèves (Gard)
Trèves é uma comuna francesa na região administrativa de Occitânia, no departamento de Gard. Estende-se por uma área de 26,59 km². Em 2010 a comuna tinha 122 habitantes (densidade: 4,6 hab./km²).